# Myrmarachne sumana
Myrmarachne sumana är en spindelart som beskrevs av Galiano 1974. Myrmarachne sumana ingår i släktet Myrmarachne och familjen hoppspindlar. Inga underarter finns listade i Catalogue of Life.